# Nogent-le-Roi
Nogent-le-Roi település Franciaországban, Eure-et-Loir megyében. Lakosainak száma 4023 fő (2022. január 1.). Nogent-le-Roi Villiers-le-Morhier, Chaudon, Bréchamps, Coulombs, Pierres, Néron és Ormoy községekkel határos.

## Népesség
A település népességének változása:
| Lakosok száma | 1789 | 3267 | 3832 | 3998 | 4125 | 4109 | 4084 | 3981 | 3990 | 4023 |
|               | 1968 | 1982 | 1990 | 2006 | 2013 | 2015 | 2017 | 2019 | 2020 | 2022 |